# Renee Olstead
Renee Olstead, właśc. Rebecca Reneé Olstead (ur. 18 czerwca 1989 w Houston) – amerykańska aktorka i piosenkarka oraz wokalistka jazzowa.
Karierę zaczęła jeszcze w dzieciństwie, pojawiała się wówczas w sitcomach i filmach telewizyjnych.

## Dyskografia
- Stone Country (2000)
- Unleashed (2000)
- By Request (2002)
- Renee Olstead (2004)
- Ścieżka dźwiękowa do filmu Pamiętnik księżniczki 2: Królewskie zaręczyny (2004)
- Kit Kittredge: An American Girl (soundtrack, 2008)
- Skylark (2009)
- A Tribute to Billie Holliday (wielu wykonawców, 2009)

## Filmografia
- Deadly Family Secrets (TV movie) (1995) jako Emily Pick
- Cadillac Ranch (1996) jako młoda Mary Katherine
- Santa, Njako A & the Man in the Moon (1996) jako Renee Olstead
- Ceftin Wiz Kids (TV movie) (1996) jako Katie
- The Usher (1997) jako Little Girl
- Out There (TV movie) (1997) jako Megan Tollman
- End of Days (1999) jako Amy
- Informator (1999) jako Deborah Wigand
- Kosmiczni kowboje (2000) jako dziewczynka
- Geppetto (2000)
- Scorched (2003) jako harcerka
- Dziś 13, jutro 30 (2004) jako Becky
- Super Sweet 16: The Movie (2007) jako Sky Storm
- Cybernatural (2013) jako Jess